# Ponepetsvärri
Ponepetsvärri är en kulle i Finland.   Den ligger i den ekonomiska regionen Norra Lappland och landskapet Lappland, i den norra delen av landet, 1 100 km norr om huvudstaden Helsingfors. Toppen på Ponepetsvärri är 217 meter över havet. Ponepetsvärri ligger vid sjön Ponjepetsluobbal.
Terrängen runt Ponepetsvärri är huvudsakligen platt.  Trakten runt Ponepetsvärri är nära nog obefolkad, med mindre än två invånare per kvadratkilometer. Det finns inga samhällen i närheten. Omgivningarna runt Ponepetsvärri är i huvudsak ett öppet busklandskap.